# Lutz Eigendorf
Lutz Eigendorf (Brandemburgo, 16 de julho de 1956 — Brunsvique 7 de março de 1983) foi um futebolista alemão que atuava como meio-campista.

## Carreira na RDA
O talentoso Eigendorf representou o Dínamo Berlim, da Alemanha Oriental.

## Carreira internacional
Ele fez sua estreia pela RDA em uma partida em agosto de 1978 contra a Bulgária, marcando imediatamente seus dois primeiros gols em um empate 2-2. Ele passou a coletar seis bonés, marcando três gols. Seu último internacional foi um amistoso de fevereiro de 1979 contra o Iraque.

## Deserção ao Ocidente
Em 20 de março de 1979, depois de uma partida de amizade entre o Dynamo e o clube da Alemanha Ocidental, o 1. FC Kaiserslautern, a equipe do Dynamo fez uma parada em Gießen em sua viagem de volta a Berlim. Eigendorf conseguiu escapar do resto da equipe, pulou em um táxi e fugiu de volta para Kaiserslautern, desertando para o oeste, na esperança de jogar para o time de futebol. Mas por causa de sua deserção, ele foi banido do jogo por um ano pela UEFA e, em vez disso, passou esse tempo como treinador das categorias de base no clube.
Esta não foi a primeira vez que um atleta da Alemanha Oriental fugiu para o oeste, mas foi uma deserção particularmente embaraçosa. O clube de Eigendorf, Dynamo, estava sob o patrocínio da Stasi, a polícia secreta do estado da Alemanha Oriental, e sujeito às atenções pessoais do chefe da organização, Erich Mielke. Ele garantiu que a lista do clube fosse composta pelos melhores jogadores do país, além de providenciar a manipulação dos jogos em favor do Dynamo. Após sua deserção, Eigendorf criticou abertamente a Alemanha Oriental na mídia ocidental.
Sua esposa Gabriele permaneceu em Berlim com sua filha e foi colocada sob constante vigilância policial. Os advogados que trabalhavam para a Stasi rapidamente conseguiram um divórcio e Gabriele Eigendorf se casou novamente. Seu novo marido acabou sendo revelado como um Lotário - um agente da polícia estadual cujo papel era espionar um suspeito enquanto namorava.

## Morte sob circunstâncias suspeitas
Em 1983, Eigendorf mudou-se de Kaiserslautern para se juntar a Eintracht Braunschweig, o tempo todo sob o escrutínio da Stasi que empregava inúmeros alemães ocidentais como informantes. Em 5 de março daquele ano, ele foi gravemente ferido em um acidente de trânsito suspeito no qual ele havia colocado seu carro em uma árvore. Aparentemente, um grande caminhão o havia cegado, acendendo os faróis principais exatamente quando Eigendorf se aproximava de uma curva. Ele morreu no hospital dentro de dois dias. Uma autópsia indicava um alto nível de álcool no sangue, apesar do testemunho de pessoas com quem ele havia se encontrado naquela noite, o que indicava que Eigendorf só tinha bebido uma pequena quantidade de cerveja. A polícia julgou o caso como um acidente e Eigendorf foi enterrado sem autópsia.

## Investigação sobre suspeita de assassinato
Após a reunificação alemã e a subsequente abertura dos arquivos do antigo serviço de segurança estatal da Alemanha Oriental, o Ministério Público em Berlim iniciou uma investigação sobre o possível assassinato de Lutz Eigendorf pela Stasi, mas em 2004 o caso foi encerrado. e em 2011, apesar da pressão pública, ela não foi reaberta, pois o Ministério Público não viu nenhuma evidência objetiva de envolvimento de terceiros e a suspeita de um assassinato por contrato não pôde ser corroborada, deixando o caso sem solução. Um relatório resumido dos eventos em torno da morte de Eigendorf foi feito na televisão alemã em 22 de março de 2000, que detalhou uma investigação por Heribert Schwan no documentário Tod dem Verräter (Morte ao Traidor). 
Em 10 de fevereiro de 2010, um ex-espião da Alemanha Oriental revelou que a Stasi ordenou que ele matasse Eigendorf, o que ele alegou não ter feito.